# Hideki Konno

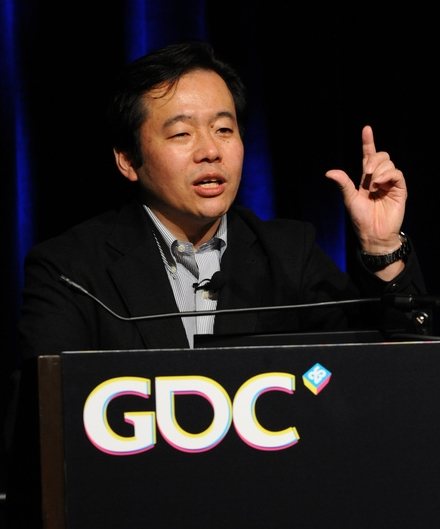
Hideki Konno en la GDC 2011 hablando sobre el desarrollo de Nintendo 3DS.

Hideki Konno es un diseñador, productor y director de videojuegos de Nintendo.

## Biografía
Nació en Matsudo, Japón, y se graduó en Proceso de datos electrónicos. En 1986 llega a Nintendo y entra a formar parte del equipo de Shigeru Miyamoto, como diseñador gráfico y programador; destaca con sus diseños para el juego Super Mario World. En este tiempo, demuestra su versatilidad, y comparte la dirección de los juegos Yoshi's Island y Super Mario Kart, saga en la que, actualmente, sigue implicado; de hecho, su debut como director en solitario lo llevó a cabo con Mario Kart 64 en 1996.

## Videojuegos
- 1990 - Super Mario World (Diseñador gráfico y asistente de dirección)(Acreditado como Hidequi Konno)
- 1992 - Super Mario Kart (Director)
- 1995 - Super Mario World 2: Yoshi's Island (Director)
- 1996 - Mario Kart 64 (Director)
- 1997 - Yoshi's Story (Director)
- 1998 - F-Zero X (Asesor)
- 2001 - Mario Kart: Super Circuit (Supervisor)
- 2001 - Luigi's Mansion (Director)
- 2002 - The Legend of Zelda: The Wind Waker (Supervisor)
- 2003 - 1080° Avalanche (Agradecimientos)
- 2005 - Nintendogs (Director)
- 2005 - Geist (Agradecimientos)
- 2005 - Mario Kart DS (Director)
- 2008 - Super Smash Bros. Brawl
- 2008 - Mario Kart Wii (Director)
- 2011 - Nintendogs + Cats (Director y productor)
- 2011 - Mario Kart 7 (Director y productor)
- 2014 - Mario Kart 8 (Productor)